# WM SE
WM SE er en tysk autogrossistvirksomhed med hovedkvarter i Osnabrück. Virksomheden har grossistvirksomhed med bildele, udstyr og værktøj. I alt har de 250.000 varenumre i 230 salgsafdelinger i 8 lande. WM har ca. 6.000 ansatte i Europa og USA. I 2023 solgte de varer for ca. 2 mia. euro.
I 1945 blev Wessels AG og Müller Gruppe grundlagt uafhængigt af hinanden. I 2001 fusionerede de under det nye navn Wessels + Müller AG. I 2007 overtog Hans-Heiner Müller Franz Wessels ejerandele. I 2014 blev virksomheden restruktureret til WM SE.